# Будинок на набережній
«Будинок на на́бережній» (офіційне найменування — «Будинок уряду»; інші назви — Перший Дім Рад, чи Дім ЦВК і РНК СРСР)— комплекс споруд на Берсе́нівській набережній Москви-ріки на Болотному острові, за адресою вулиця Серафимовича, будинок 2. Організації, розташовані на боці набережної, іноді використовують адресу: Берсенівська набережна, будинок 20.
Житловий комплекс ЦВК-РНК СРСР займає площу у три гектари. Стоїть на острові, та зв’язаний з «материком» Великим Кам’яним і Малим Кам’яним мостами. 25 під’їздів виходять на дві вулиці — Серафимовича (колишня Всехсвятська) й Берсенівська набережна.

## Історія

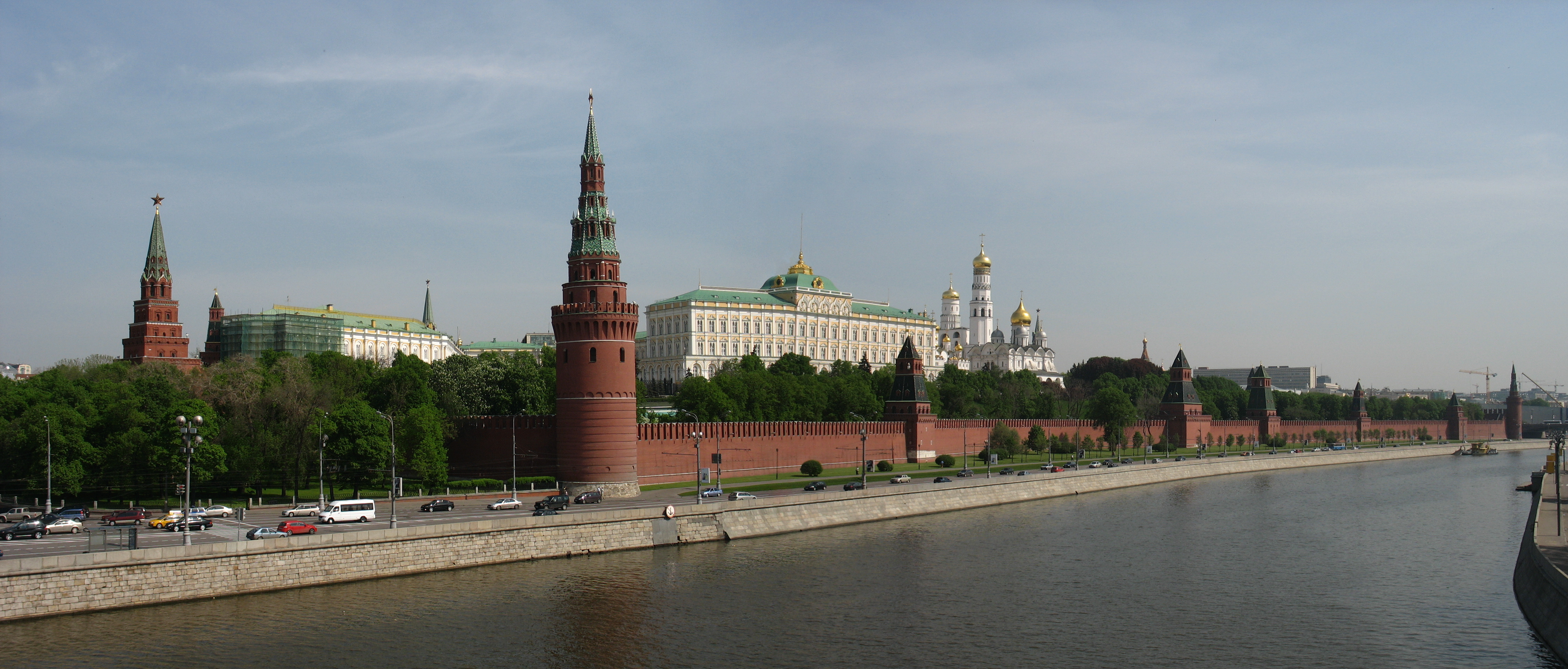
Вид на Московський Кремль з боку Будинку на набережній

Під час перенесення 1918 року радянської столиці до Москви було переведено велику кількість держслужбовців. Спочатку їх розселили у так званих домах Рад (готелі «Національ», «Метрополь», інші будівлі), однак житлової площі постійно не вистачало.
У зв’язку з тим, що в центрі Москви утворилась нестача місць у готелях, 1927 року створили комісію з будівництва Будинку ЦВК та Ради народних комісарів під керівництвом голови уряду Олексія Рикова. Комісія, до складу якої входили секретар ЦВК Авель Єнукідзе, архітектор Борис Іофан й глава ОДПУ Генріх Ягода, вирішила, що квартири у будинку будуть надаватись членам ЦК ВКП(б), Комісії партійного контролю, наркомам та їхнім заступникам. У подальшому до будинку стали заселяти воєначальників, письменників й артистів, Героїв Радянського Союзу, старих більшовиків та ін.
24 червня 1927 року було прийнято рішення про початок будівництва будинку для відповідальних працівників, яке тривало до 1931 року. Жильцями дому стали, головним чином, представники радянської еліти, що формувалась: вчені, партійні діячі, Герої Громадянської війни, Соціалістичної Праці й Радянського Союзу, старі більшовики, видатні письменники, службовці Комінтерну, герої війни в Іспанії.
Будинок на набережній було збудовано за проектом Б. М. Іофана на місці, де до цього знаходились винно-соляні склади , що знайшло відображення в архітектурі його внутрішніх дворів. За ходом будівництва стежив особисто Риков. За первинним проектом будинок мав бути червоним, як і Кремль, однак, у зв’язку з нестачею грошей, зовнішні стіни будинку стали сірими. 12-поверховий дім на набережній з 505 квартирами (24 під’їзди) став одним з найбільших будинків у Європі.
На поверхах по дві квартири. У квартирах був дубовий паркет, художній розпис на стелях. Фрески робили спеціально запрошені з Ермітажу живописці-реставратори. На стелях красувались пейзажі різних пір року, квіти, фрукти. На кухні був отвір у стіні для самоварної труби й вихід вантажного ліфту, на якому вивозили сміття. Вахтер завідував ліфтом; нагору пасажир підіймався в компанії супроводжуючого, вниз доводилось спускатись пішки чи стукати по металевим дверям шахти, щоб вахтер почув і піднявся.
Будинок включав до себе клуб (нині Театр естради), кінотеатр на півтори тисячі місць, спортивний зал, універмаг, прачку й амбулаторію, ощадкасу та відділення зв’язку, дитсадок та ясла. В їдальні жителі дому безкоштовно (за талонами) отримували готові обіди та сухі пайки, тож самим готувати їжу було необов’язковим. У внутрішніх дворах будинку були розбиті газони з фонтанами. Меблі в домі були уніфіковані: стільці, столи, буфети тощо мали позначки інвентарних номерів. Жильці, в’їжджаючи, підписували акт приймання, у якому обліковувалось все — аж до шпінгалетів й дубової кришки від унітазу. Гаряча вода подавалась від теплоцентралі.
Будівництво курирував Генріх Ягода. Під’їзд будинку № 11 — нежитловий, в ньому немає ані квартир, ані ліфтів. Припускається, що звідси або прослуховували квартири жильців інших під’їздів, або за стінами приховані якісь потаємні приміщення. Окрім цього під’їзду в домі були конспіративні квартири чекістів. Чекісти працювали в домі під виглядом комендантів, консьєржів, ліфтерів й у своїх квартирах зустрічались зі своїми інформаторами чи ховали таємничих жильців, як, наприклад, агента радянської розвідки у Південній Африці Дітера Герхардта . Багатьох жителів дому було репресовано цілими сім’ями.

## Сучасний стан

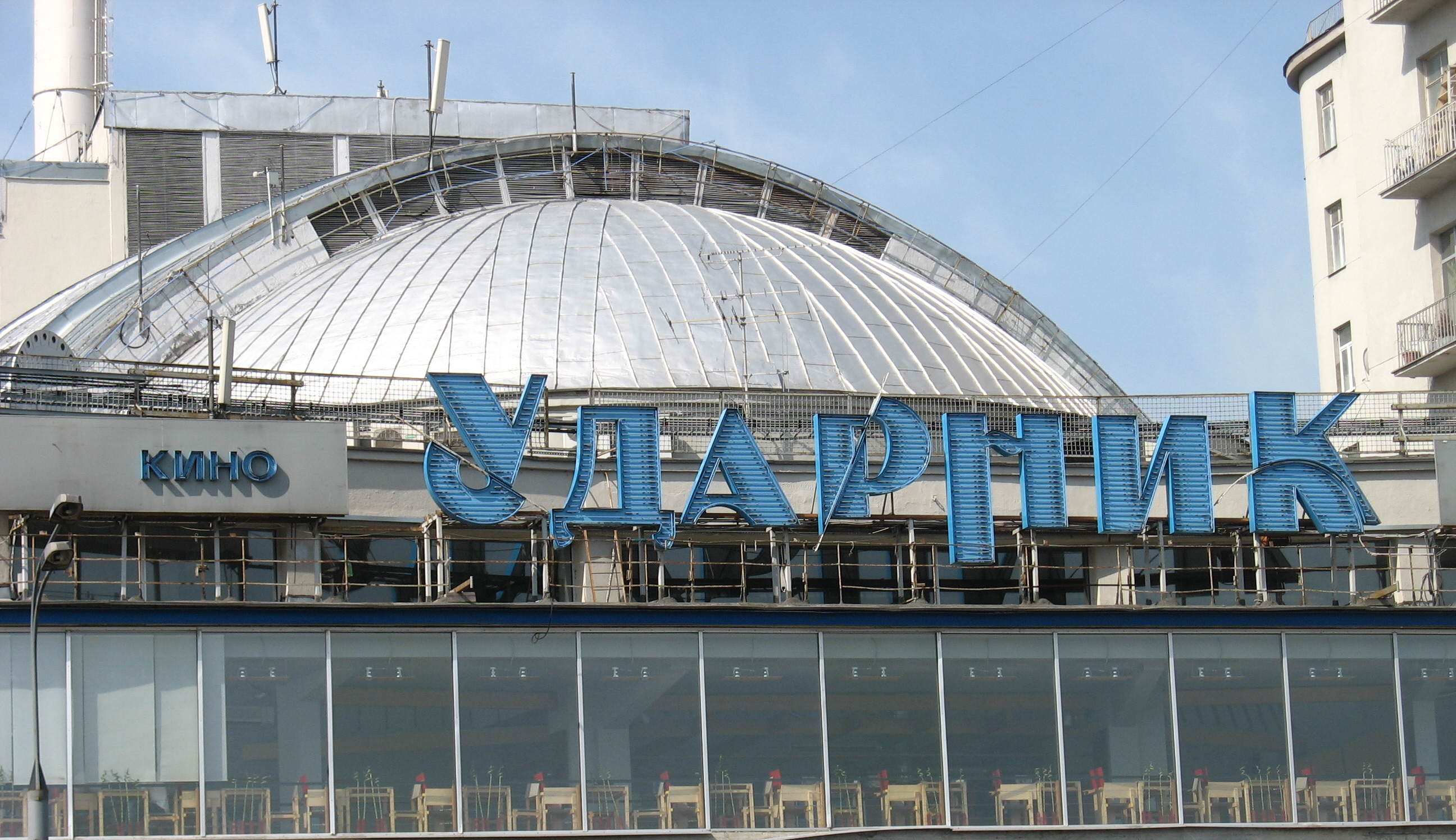
Кінотеатр «Ударник»

Будинок оголошено пам’яткою історії й охороняється державою. В будинку розташовані житлові корпуси, Театр Естради, кінотеатр «Ударник», магазин мережі «Сьомий континент», студія звукозапису «SOUNDWORX» та низка інших комерційних організацій.
Для відвідувачів відкрито муніципальний краєзнавчий музей, у створенні якого брала участь вдова Юрія Трифонова Ольга Романівна Трифонова (Мірошниченко). В музеї з використанням меблів, що збереглись, хранителі спробували відстворити атмосферу 1930-их років.
Меморіальні дошки — на фасадах будівлі — 25, і шість встановлено у під’їздах.

## Будинок на набережній у літературі
Вперше словосполучення «Будинок на набережній» було вжито Юрієм Трифоновим у заголовку однойменного роману. Також цей будинок згадується у «Щоденнику Льови Федотова й розповідях про нього самого», написаному М. Коршуновим.

## Цікаві факти
У 1960-90-их роках цей будинок ще мав неофіційну назву "трьошка", оскільки саме від нього відкривається вид на Кремль, зображений на радянській трирублевій грошовій купюрі.

## Відомі особи, що проживали в Будинку на набережній
- режисер Григорій Александров
- Світлана Аллілуєва — квартира № 37
- Іван Баграмян
- Михайло Водоп’янов
- Валентин Глушко
- Олександр Голованов — з 1943 р.
- Дем’ян Бідний — квартира № 35
- Георгій Димитров
- Георгій Жуков
- Борис Іофан
- Микола Каманін
- Володимир Кеменов
- Олександр Косарєв
- Олексій Косигін
- Август Корк - квартира № 389
- Валеріан Куйбишев
- Борис Лавреньов
- Артем Мікоян
- Клавдія Ніколаєва
- Микола Пальгунов - квартира № 284
- Олександр Поскрьобишев
- Карл Радек
- Олексій Риков — квартира № 18
- Олександр Серафимович
- Василь Сталін
- Олена Стасова
- Олексій Стаханов — квартира № 55
- Євген Тарлє
- Микола Тихонов
- Юрій Трифонов
- Михайло Тухачевський
- Микита Хрущов
- Олександр Цюрупа
- Михайло Шатров [7]
- Борис Шумяцький

### Сучасні жильці
- Геннадій Хазанов
- Олександр Домогаров
- Наталія Андрійченко
- Патріарх Кирил

### Зображення
- Загальний вид.
- Внутрішній двір.
- План-схема.
- Вид з південно-східного боку.
- Східний фасад. Фрагмент.
- Внутрішні двори.
- Вид з боку Москви-ріки.